# Mikola Shchors

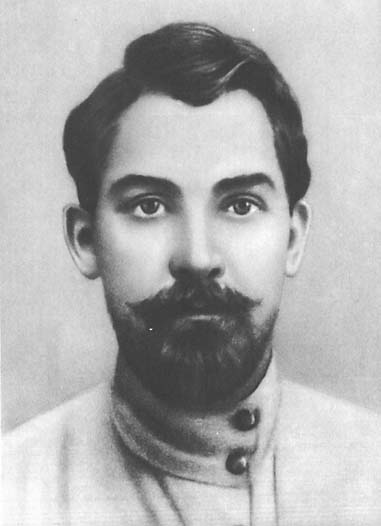
Mikola Shchors.

Mikola Oleksándrovich Shchors (en ucraniano: Микола Олександрович Щорс; en ruso: Николай Александрович Щорс ; 6 de junio (25 de mayo en el antiguo calendario ruso) de 1885 – 30 de agosto de 1919) fue un talentoso comandante militar ucraniano, famoso por su coraje personal durante la Guerra Civil Rusa. En 1918 – 1919 luchó contra los invasores alemanes, y luego mandó el Regimiento Bogún, brigada, la 1.ª División Soviético-Ucraniana, y la 44.ª división de fusileros contra Simon Petliura y los invasores polacos.

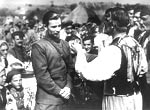
Escena de la película Shchors de Aleksandr Dovzhenko.

## Biografía familiar
Nació en el caserío de Korjov (Коржовка), municipio de Snovsk (ucraniano: Сновськ), que luego en su honor se rebautizó como Shchors, distrito de Horodniá del óblast de Chernígov (Ucrania).

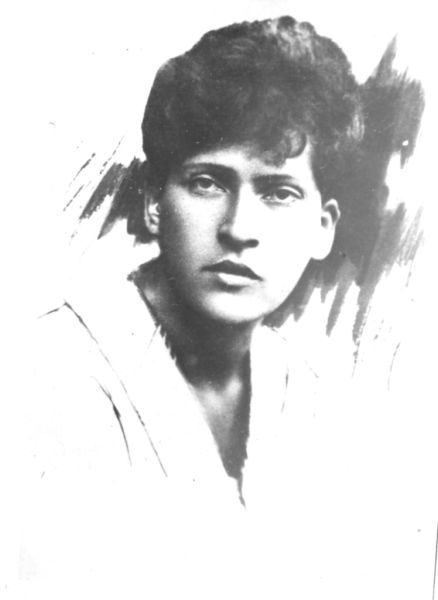
Fruma Rostova-Shchors en 1918, esposa de Mikola Shchors.

Es hijo de Oleksandr Mikoláyovich Shchors y Oleksandra Mijáilivna Shchors (nacida Tabelchuk). Sus hermanas son Akulina, Katerina y Olga, y un hermano llamado Konstantín. Después de la muerte de la madre, el padre se casó por segunda vez con María Kostantínivna Podbelo, que le dieron los siguientes hijos: Zinaída, Raísa, Lidia, Gregori y Borís. Mikola Shchors se casó con Fruma Rostova-Shchors (Фрума Ефимовна Ростова-Щорс), nacida con el apellido Jáikina (Хайкина), y tuvieron una hija llamada Valentina.
En cuanto sus orígenes familiares, hay dos versiones oficiales. Según la historiografía soviética, procede de una familia de ferroviarios, siendo su padre ingeniero ferroviario, mientras que otras fuentes afirman que pertenece a una familia de campesinos acomodados propietarios de tierras. Cabe la posibilidad de que ambas sean ciertas, aunque la primera está más acorde con el prototipo de héroe soviético.

## Carrera militar
En 1909 egresa de la escuela en Snovsk, y entra en el segundo intento en 1910 en la Escuela Militar de Asistentes Médicos de Kiev, en las que se gradúa en julio de 1914. En agosto del año siguiente, sale destinado en la 3.ª sección de Vilensk. En 1915 es destinado al 227avo batallón de infantería. A principios de 1916 es enviado a la escuela militar en Vilna. Debido a la evacuación, es evacuada la escuela a Poltava, donde continúa sus estudios en Ucrania hasta graduarse en 1916, es destinado al 142.º Regimiento de Infantería.
Es destinado en septiembre de 1916 al Frente Rumano (Frente Sudoccidental) como joven oficial a la Sección Anapski, de la 84.ª División del XXVI Cuerpo de Ejército. Después de la Revolución de Febrero, en marzo de 1917, hace el curso de jefe de trinchera en la plana mayor del 9.º Ejército. En abril del mismo año, es nombrado Segundo Teniente, siendo evacuado en mayo a Simferópol, donde permaneció hasta diciembre, habiendo ya ocurrido la Revolución de Octubre, cuando volvió a su casa en Snovsk por enfermedad.

## De la insurgencia a la jefatura

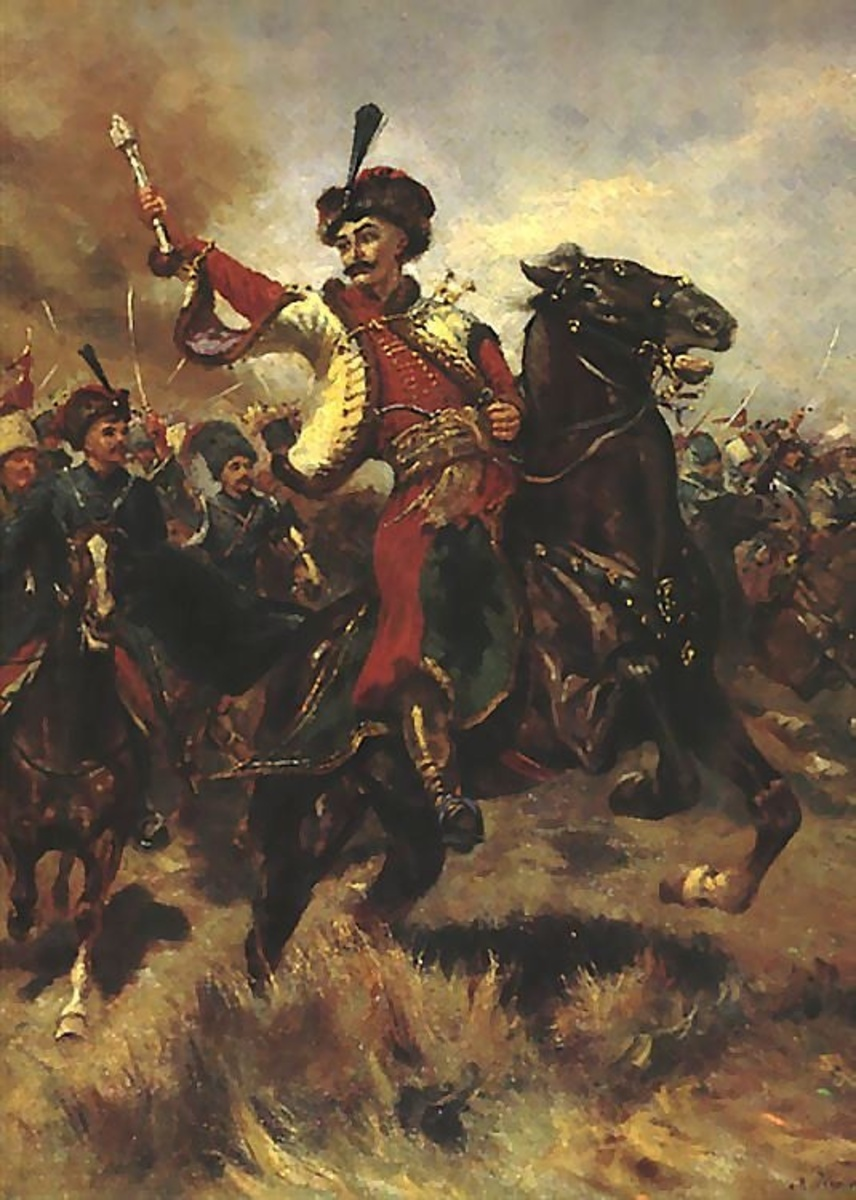
Iván Bogún, hetman interino cosaco del.

En febrero de 1918 forma el destacamento partisano en Snovsk, compuesto básicamente de campesinos y desertores del ejército zarista, actuando en los bosques situados en la confluencia de las actuales Ucrania, Polonia y Bielorrusia. En unión con otros grupos, se conforma el Primer Destacamento Ucraniano-Soviético llamado Bogún (más tarde transformado en División). El nombre proviene de un líder cosaco de los tiempos de la figura histórica y héroe nacional ucraniano de Bogdán Jmelnitski, Iván Bogún (1618-1664), que se destacó por su valentía y fiereza, en cercanía ideológica con Shchors, y como importante base ideológica. Dicho destacamento tenía como base Nozovbjosvk.
Los adversarios de la fuerza de Shchors fueron los ejércitos alemanes y las fuerzas armadas de la República Popular de Ucrania.

## Hechos militares

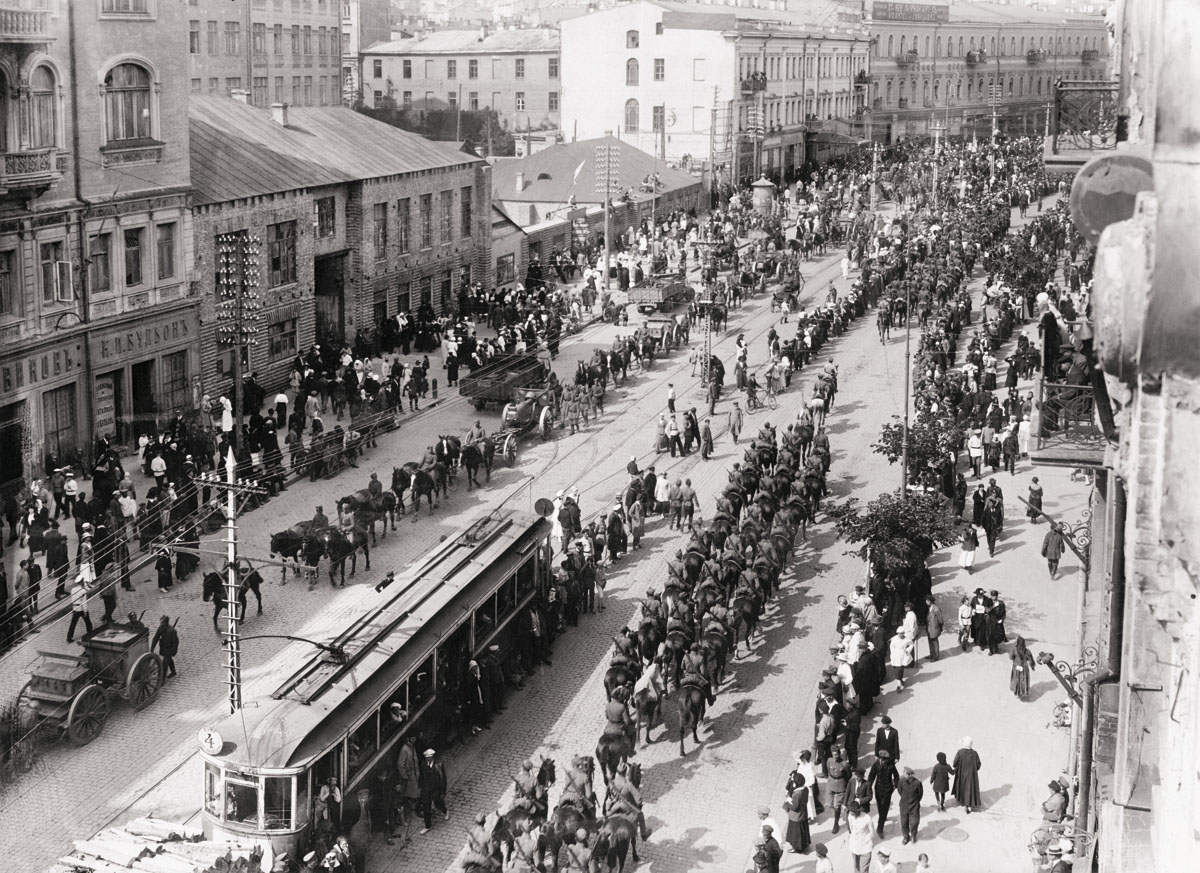
Tropas polacas y ucranianas de Petliura desfilando en Kiev, después de ser tomada al Ejército Rojo. Al poco tiempo, serán expulsados.

En 1918 luchó contra los invasores alemanes como parte del 1.er Ejército Revolucionario. Dirigió al mando de la 1.ª División Soviética Ucraniana “Bogún” contra fuerzas alemanas y el ejército del Hetman. En noviembre de 1918 toma el mando de la 2.ª Brigada de la 1.ª División Soviética Ucraniana “Bogún” y del Regimiento Taraschan, tomando Chernígov, Kiev y Gastov de manos del “Directorio Ucraniano”. El 5 de febrero de 1918 Shchors es nombrado alcalde de Kiev.
Entre el 6 de marzo y el 15 de agosto de 1919 nuevamente lidera la primera división soviética de Ucrania en su impetuosa ofensiva liberó Zhitómir, Vínnitsa y Zhmérinka de las tropas de Simon Petliura. Aplastó las principales fuerzas de Petliura cerca de Sarny-Rovno-Brody-Proskúrov.
En el verano de 1919, el ejército polaco inicia una gran ofensiva. Shchors intenta mantener la línea de Sarny-Volinski-Shepetovka, pero fue forzado a retirarse hacia el Este por la superioridad numérica del enemigo. La primera división soviético-ucraniana su fusionó con la 44.ª División de Fusileros, y Shchors fue nombrado su nuevo comandante. Bajo sus órdenes, la división defendió el nudo ferroviario de Korostensk, permitiendo la evacuación de Kiev, y el escape hacia el sur del 12.º Ejército del cerco donde estaba.

## Muerte de Shchors

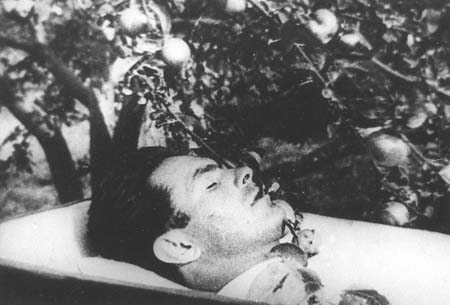
Escena del entierro de Shchors, fotograma de la película de 1939 dirigida por Dovzhenko.

Durante el fuego en la línea del frente del Regimiento Bogún, combatiendo contra la 7.ª Brigada de la UGA (En ucraniano: Українська Галицька Армія, Ejército ucraniano de Galitzia) Shchor fue asesinado en unas muy oscuras circunstancias cerca del pueblo de Beloshitsa (En ucraniano: Білошиці, ahora pueblo de Shchórsivka, Щорсівка, en la Región de Zhitómir, Ucrania), el 30 de agosto de 1919.
Los historiadores en la actualidad, barajan firmemente la hipótesis que el asesinato de Shchors y algunos otros jefes ucranianos del Ejército Rojo se realizó por orden del Consejo Revolucionario Militar del 12.º Ejército, y la causa principal era la excesiva independencia de Shchors. Se citan como indicios las memorias del miembro del Consejo Revolucionario Militar, Semión Arálov en “En Ucrania hace 40 años (1919)” («На Украине 40 лет назад (1919)»): “Por desgracia, la persistencia de su conducta personal lo ha llevado (a Shchors) a la pérdida prematura”.
Shchors fue enterrado en Samara, lejos del campo de batalla, por unas todavía no claras razones.
Fue enterrado en el cementerio de Bsejsviatsk (Samara), el cual fue cerrado en 1926. Después de larga búsqueda en dicho cementerio, el 10 de julio de 1949 se produjo una exhumación oficial, que en acto de testimonio, sus cenizas fueron trasladadas al nuevo cementerio de la ciudad.

## Memoria y recuerdo
Fue elevado Shchors al rango de “santidad” de héroe de la Unión Soviética después de la realización de la película “Shchors”, estrenada en 1939, dirigida por Aleksandr Dovzhenko, que ganó el Premio Estatal de la Unión Soviética en 1941. Dicha película fue protagonizada por Yevgueni Samóilov (padre de Tatiana Samóilova) como Shchors. El compositor Matvéi Blánter escribió una popular canción patriótica "Canción sobre Shchors", siendo asimismo el autor de la célebre canción "Katiusha". También S. Sklyarenko escribió una novela titulada "Shchors", y Lyatoshinky escribió una ópera del mismo nombre. El nombre de Shchors no solo lo tuvo su localidad natal, sino otras 15 localidades y koljoses (granjas colectivas) a lo largo de la antigua URSS, así como también numerosas calles, principalmente en la RSS de Ucrania.

## Enlaces
- “El Tiro Misterioso”. Revista: Zérkalo Nedeli. ТАИНСТВЕННЫЙ ВЫСТРЕЛ, Зеркало недели N.º 33 от 21 — 27 августа 1999
- “De nuevo sobre la muerte de Shchors”. Снова о гибели Щорса
- Enciclopedia Wiki de Kiev. Вікі Енциклопедія Києва (enlace roto disponible en Internet Archive; véase el historial, la primera versión y la última).
- Film documental. Документальний фільм «След кровавый стелется...»

- Datos: Q1990730
- Multimedia: Nikolay Shchors / Q1990730